# Vitez za volanom (TV-serija, 1982)
Vitez za volanom oz. Knight Rider je ameriška televizijska serija, ki jo je ustvaril Glen A. Larson. Prvotno je bila serija predvajana od 1982 do 1986 na ameriški televizijski postaji NBC. Na slovenski teleziji so serijo predvajali na Kanal A in TV3, prvič šele v poznih 1990ih. Glavni junak serije Michael Knight, ki ga igra David Hasselhoff, se s pomočjo svojega super govorečega avtomobila z umetno inteligenco KITT, ki mu je glas posodil William Daniels, uspešno bori proti zlikovcem. 

## Vsebina
Milijarder Wilton Knight reši policijskega detektiva in poročnika Michaela Arturja Longa, ki je bil med opravljanjem službenih dolžnosti ustreljen v obraz in je skoraj umrl. Wiltonovi zdravniki so s plastično operacijo popolnoma spremenili iznakaženi Longov obraz in mu dali novo identiteto ter novo ime. Michael Artur Long je tako postal Michael Knight. Wilton je za svoj pilotni projekt »Foundation for Law and Government« (FLAG) izbral Michaela za vodilnega agenta na terenu. Druga polovica projekta je avto Knight Industries Two Thousand (KITT) z računalniško tehnologijo in umetno inteligenco.
Vodja pilotnega projekta FLAG je Devon Miles, ki Michaelu daje vsa potrebna navodila in napotke. Kot vodilni inženir in mehanik je za KITTa odgovorna Dr. Bonnie Barstow, v vlogi Devonove asistentke pa jo v drugi sezoni začasno nadomesti April Curtis.

## Avtomobil
KITT (kratica za Knight Industries Two Thousand), je izmišljen lik oz. avtomobil, ki ga je ustvaril Glen A. Larson. Gre za serijski športni avtomobil Pontiac Trans-Am iz leta 1982, ki so ga za potrebe serije malce priredili. Stroški predelave so takrat znašali okrog 100.000 USD (današnjih 245.000 USD). Nos in armaturno ploščo avtomobila je oblikoval in predelal Michael Scheffe.

## Glasba
Uvodno glasbo ali špico »Knight Rider Theme« sta napisala ameriški skladatej Stu Phillips in Glen A. Larson. Ostalo glasbo so napisali: Stu Phillips za 13 epizod, Don Peake za 75 epizod, Glen A. Larson je soavtor glasbe samo za epizodo »K.I.T.T. vs. K.A.R.R.« ter Morton Stevens kot avtor glasbe samo za epizodo »Deadly Maneuvers«.

## Serija
| Sezona | Sezona | Št. epizod | Predvajanje (NBC) | Predvajanje (NBC) |
| Sezona | Sezona | Št. epizod | Začetek           | Konec             |
| ------ | ------ | ---------- | ----------------- | ----------------- |
|        | 1      | 22         | 26. sep 1982      | 6. maj 1983       |
|        | 2      | 24         | 2. okt 1983       | 27. maj 1984      |
|        | 3      | 22         | 30. sep 1984      | 5. maj 1985       |
|        | 4      | 22         | 20. sep 1985      | 4. apr 1986       |

## Igralska zasedba
- Michael Knight (David Hasselhoff) – policist pod krinko v Las Vegasu, rojen kot Michael Arthur Long, je med opravljanjem službenih dolžnosti ustreljen v obraz in skoraj umre. Wilton Knight, ustanovitelj Knight Industries in organizacije FLAG, svojim zdravnikom naroči, naj rešijo Longovo življenje in mu rekonstruirajo izmaličen obraz. Dajo mu novo identiteto kot Michael Knight in mu priskrbijo avtomobil, znan kot KITT.
- KITT (William Daniels) – avto Knight Industries Two Thousand z umetno inteligenco in partner Michaela Knighta. Daniels, ki je avtu posodil svoj glas, ni hotel biti uradno naveden kot del igralske zasedbe.
- Devon Miles (Edward Mulhare) – vodja in tiskovni predstavnik organizacije FLAG, ki se pojavi v skoraj vsaki epizodi, daje navodila in nasvete Knightu ter skrbi za Kitta.
- Dr. Bonnie Barstow (Patricia McPherson) – v prvi, drugi in tretji sezoni je nastopala kot glavna inženirka in Kittova avtomehaničarka ter desna roka Devona Milesa. Bila je tudi simpatija Michaela Knighta. Lik so v drugi sezoni opustili, a so na to potezo z velikim neodobravanjem odgovorili oboževalci. Zanjo sta lobirala tudi Mulhare in Hasselhoff, zato se je lik Bonnie spet vrnil v tretji sezoni in ostal do konca serije.[4]
- April Curtis (Rebecca Holden) – v drugi sezoni je začasno nadomestila lik Bonnie kot glavna inženirka in avtomehaničarka ter desna roka Devona Milesa. Njen lik se nikoli ni zares prijel.
- Reginald Cornelius III (Peter Parros) – znan tudi kot RC3, nastopil je v četrti sezoni. Bil je voznik pri FLAG in občasni sovoznik Michaela in Kitta.
- Wilton Knight (Richard Basehart) – ustanovitelj organizacije FLAG, ki umre že v prvi epizodi. Skozi celotno serijo lahko njegov glas slišimo kot pripovedovalca v uvodni in zaključni špici.

### Nemška sinhronizanija
- KITT (William Daniels) – Gottfried Kramer
- Michael Knight (David Hasselhoff) – Andreas von der Meden